# Дормаген
Дормаген (нем. Dormagen) — город в Германии, в земле Северный Рейн-Вестфалия.
Подчинён административному округу Дюссельдорф. Входит в состав района Рейн-Нойс.  Население составляет 64,3 тыс. человек (2019); в 2000 г. — 62,8 тысяч. Занимает площадь 85,4 км². 
Город подразделяется на 16 городских районов.

## Промышленность
В городе Дормаген находится крупный парк компаний химической промышленности CHEMPARK Дормаген.

## Фотографии

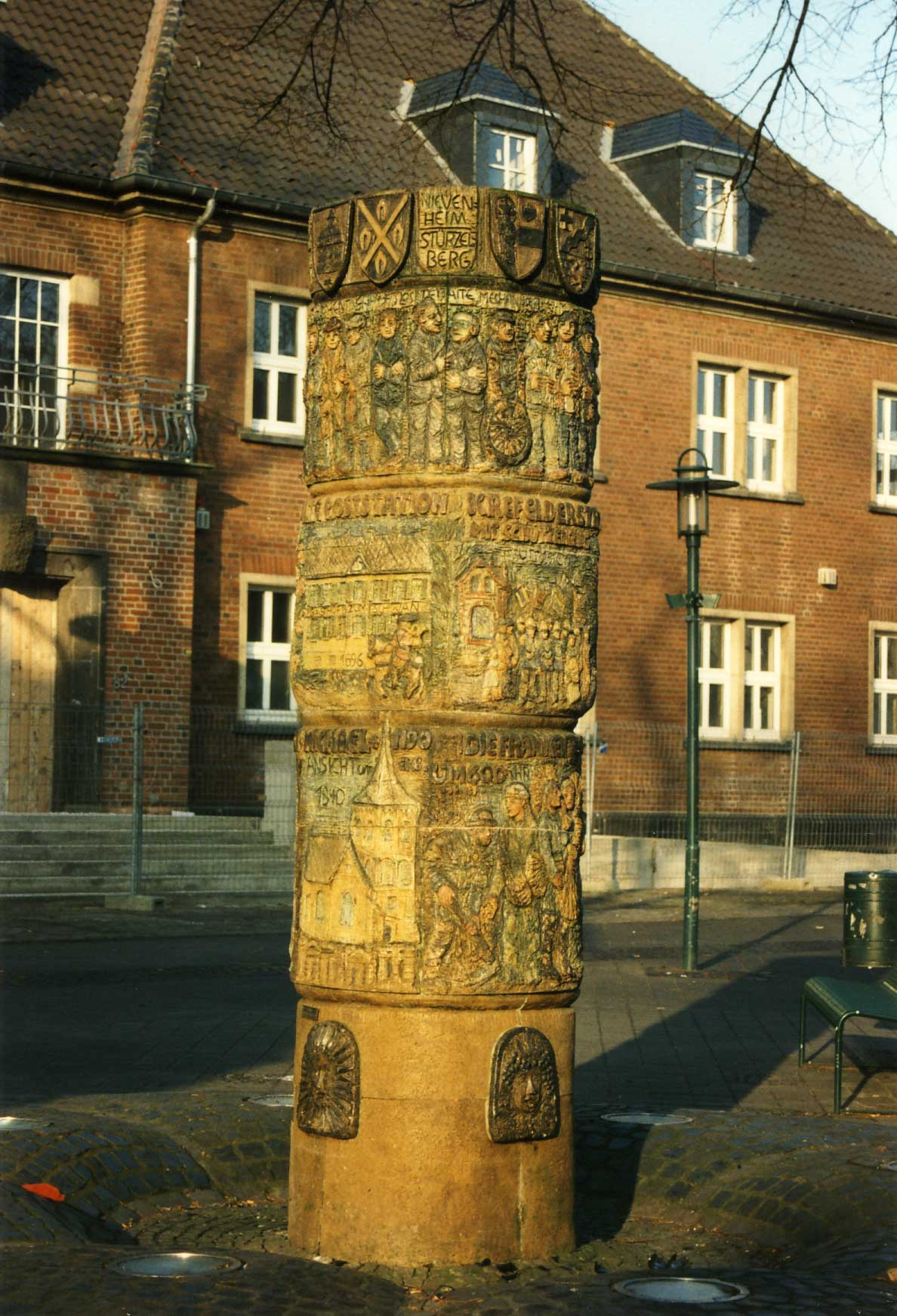
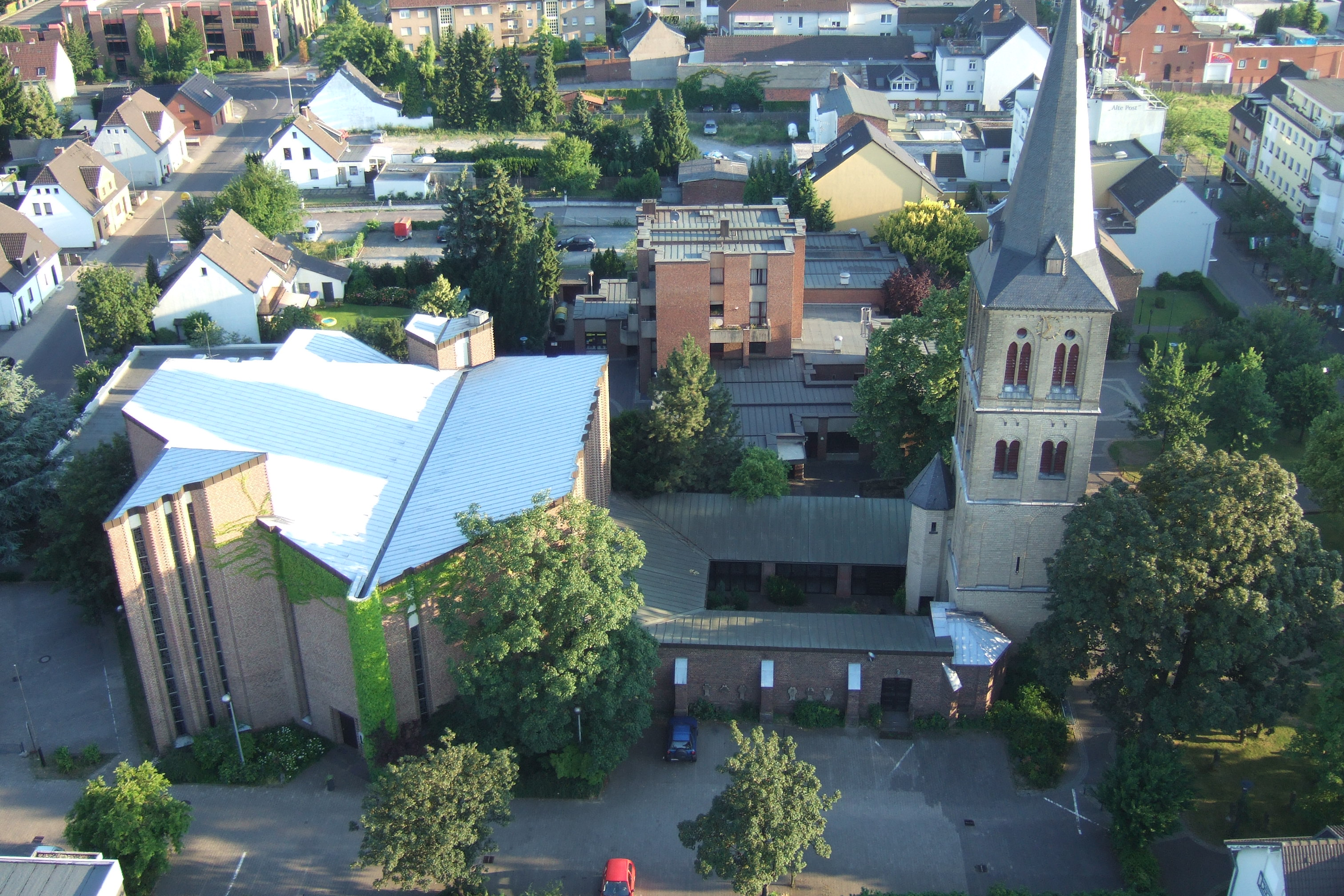
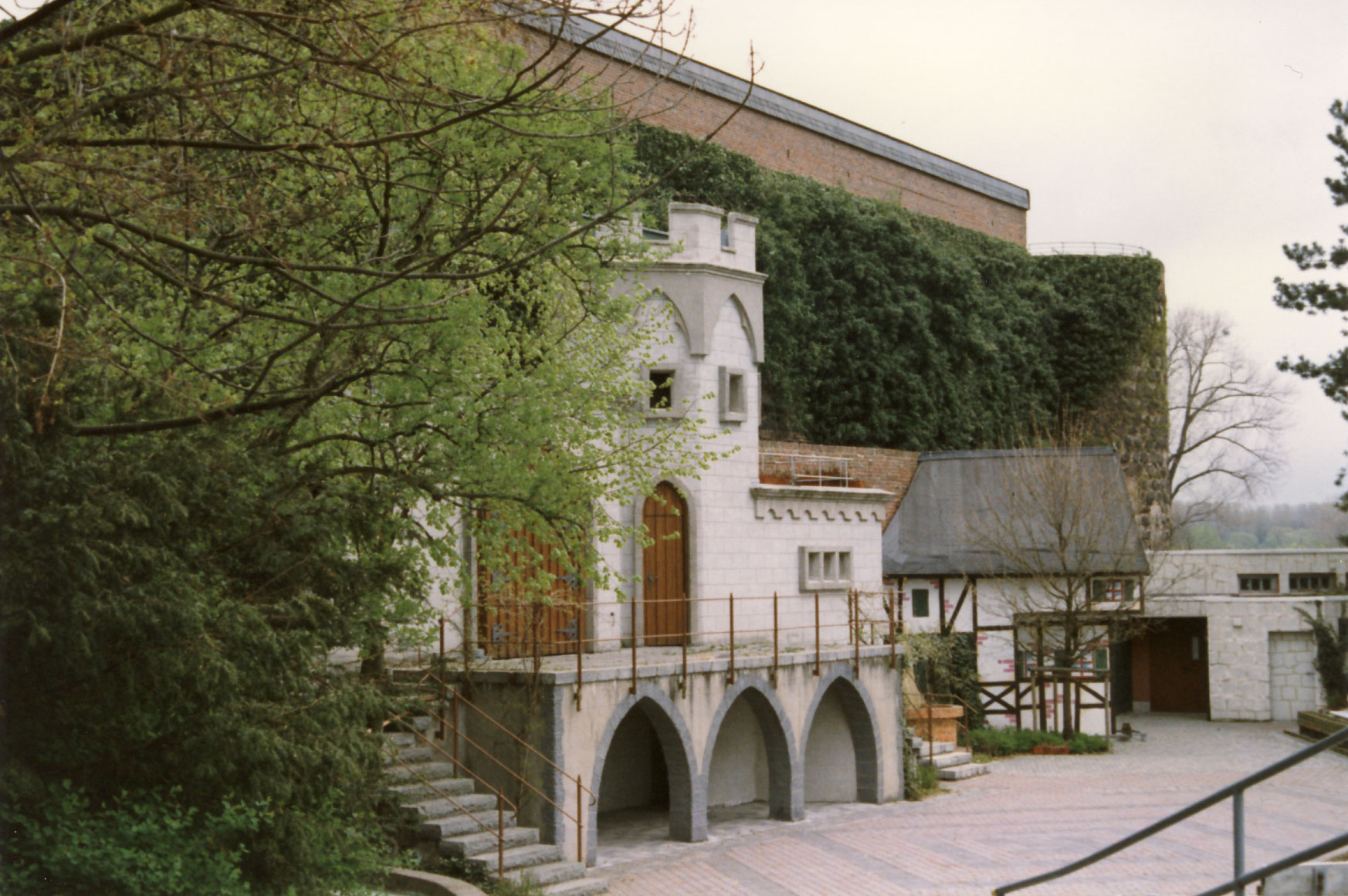

## Достопримечательности
- Аббатство Кнехтштеден